# Stainforth (South Yorkshire)
Stainforth è un paese di 4.000 abitanti della contea del South Yorkshire, in Inghilterra.